# Sturmfahrt
Sturmfahrt (с нем. — «Путешествие сквозь шторм») — седьмой студийный альбом немецкой NDH-группы Eisbrecher, выпущенный в 2017 году.
Альбом «Sturmfahrt» был анонсирован 5 октября 2016 года на странице в Facebook. Он стал первым альбомом группы, занявшим первое место в немецких чартах. Релиз также достиг в швейцарских и австрийских чартах №8 и №10 соответственно. В конце сентября и октябре 2017 года группа отправилась в турне по Европе в целях продвижения альбома. Также «Sturmfahrt» был номинирован на премию «Лучший рок-национал» 2018 года на церемонии вручения премий Echo Awards.

## Список композиций
| №                   | Название                 | Перевод                  | Длительность |
| ------------------- | ------------------------ | ------------------------ | ------------ |
| 1.                  | «Was ist hier los?»      | Что происходит?          | 3:33         |
| 2.                  | «Besser»                 | Лучше                    | 4:19         |
| 3.                  | «Sturmfahrt»             | Путешествие сквозь шторм | 3:34         |
| 4.                  | «In einem Boot»          | В лодке                  | 4:56         |
| 5.                  | «Automat»                | Автомат                  | 3:44         |
| 6.                  | «Eisbär»                 | Полярный медведь         | 3:59         |
| 7.                  | «Der Wahnsinn»           | Безумие                  | 3:28         |
| 8.                  | «Herz auf»               | Открытое сердце          | 3:35         |
| 9.                  | «Krieger»                | Воин(ы)                  | 3:30         |
| 10.                 | «Das Gesetz»             | Закон                    | 3:43         |
| 11.                 | «Wo geht der Teufel hin» | Куда идёт дьявол         | 3:43         |
| 12.                 | «Wir sind “Rock’n’roll’» | Мы «рок-н-рольщики»      | 3:54         |
| 13.                 | «D-Zug»                  | Скорый поезд             | 3:48         |
| 14.                 | «Das Leben wartet nicht» | Жизнь не ждёт            | 4:13         |
| Общая длительность: | Общая длительность:      | Общая длительность:      | 53:59        |

| №   | Название        | Перевод     | Длительность |
| --- | --------------- | ----------- | ------------ |
| 15. | «Wir Sind Gold» | Мы — золото | 3:18         |

## Чарты
| Чарт (2017)                     | Наивысшая позиция |
| ------------------------------- | ----------------- |
| Австрия (Ö3 Austria)            | 10                |
| Германия (Offizielle Top 100)   | 1                 |
| Швейцария (Schweizer Hitparade) | 8                 |

## Участники записи
- Александр Вессельски — вокал
- Ноэль Пикс — соло-гитара, клавишные
- Юрген Планггер — ритм-гитара
- Руперт Кеплингер — бас-гитара
- Ахим Фербер — ударные

## Комментарии
1. ↑  Слово Krieger может употребляться как во множественном, так и в единственном числе